# 遥辇氏
遥辇氏为契丹的一支，是契丹中期的部落联盟的核心氏族。「遙輦氏契丹」是指獨立的契丹，而「大賀氏契丹」則是指臣服於唐朝的契丹。
契丹八部在唐初形成部落联盟，初期历任联盟首领均在大贺氏贵族中选举产生。唐开元十八年（730年）大贺氏联盟内乱，军事首领可突于将李邵固杀死，遥辇氏首领遥辇屈列被列为为联盟首领。遥辇氏末代首领痕德可汗死于906年十二月，当时，迭剌部耶律阿保机建旗鼓，自为一部，在选为可汗后，不肯再改选，自号为王，建立契丹国，遥辇氏遂亡。

## 可汗
- 遥辇屈列
- 李过折
- 李怀秀
- 胡剌可汗
- 苏可汗
- 鲜质可汗
- 昭古可汗
- 耶澜可汗
- 巴剌可汗
- 遥辇钦德

## 后继
后来，遥辇氏成为契丹开国皇族三耶律（大贺氏、遥辇氏、世里氏）之一。